# Saison 2013-2014 des Celtics de Boston
La saison 2013-2014 des Celtics de Boston est la soixante-huitième saison de basket-ball de la franchise américaine de la National Basketball Association (généralement désignée par le sigle NBA).

## Dates clés de la saison
- 3 juin : L'entraîneur Doc Rivers est autorisé à signer un contrat avec les Clippers de Los Angeles, les Celtics reçoivent un choix non protégé au premier tour de la Draft 2015 en compensation.
- 27 juin : La draft 2013 a lieu au Barclays Center à Brooklyn, New York.
- 1er juillet : Les mouvements d'agents libres commencent.
- 3 juillet : Brad Stevens est engagé comme nouveau coach.
- 12 juillet : Paul Pierce, Kevin Garnett et Jason Terry sont transférés chez les Nets de Brooklyn.
- 17 janvier : Rajon Rondo revient de blessure au ligament croisé antérieur et est nommé capitaine de l'équipe, le 15e dans l'histoire de l'équipe.

## Draft 2013
| Tour | Rang | Joueur         | Position | Nationalité | Provenance         |
| ---- | ---- | -------------- | -------- | ----------- | ------------------ |
| 1    | 16   | Lucas Nogueira | pivot    | Brésil      | Estudiantes Madrid |

Les Celtics n'ont qu'un choix de draft ayant cédé deux droits de second tour aux Trail Blazers de Portland dont un reçu des Rockets de Houston lors de l'échange du 20 juillet 2012 entre les trois franchises,.
Les Celtics qui ont le 16e choix prennent le pivot brésilien Lucas Nogueira, mais le transfèrent aux Mavericks de Dallas (qui le transfère aux Hawks d'Atlanta) en échange du Pivot canadien Kelly Olynyk. De plus ils récupèrent un autre pivot Colton Iverson choisi en 53e position par les Pacers de l'Indiana.
Le 26 juillet 2013, Colton Iverson signe pour le Beşiktaş JK (Turquie)

## Pré-saison
La pré-saison commence le 7 octobre au TD Garden avec une rencontre contre les Raptors de Toronto. Les Celtics ont choisi de délocaliser deux de leurs quatre matchs à domicile. Il s'agit de leurs deux oppositions avec les Knicks de New York. La première rencontre a lieu le 9 octobre au Dunkin' Donuts Center à Providence (Rhode Island) et la seconde trois jours plus tard à
la Verizon Wireless Arena de Manchester (New Hampshire). Elle s'achévera le 23 octobre, soit une semaine avant le début de la saison régulière, par la réception des Nets de Brooklyn avec dans leurs rangs les anciennes stars des Celtics Paul Pierce, Kevin Garnett et Jason Terry.
Dans les coulisses des Celtics, on se préparerait à une cérémonie pour le retrait des maillots numéro 34 de Paul Pierce et numéro 5 de Kevin Garnett.
Le bilan de cette pré-saison n'est pas brillant avec seulement deux victoires (à domicile sur quatre matchs) pour six défaites.

## Saison régulière

### Classements
Source : nba.com
 Mise à jour : Après les matchs du 16 avril 2014

#### Division
| Division Atlantique   | V  | D  | MJ | % V/D   | GB   | Dom   | Ext   | Div  | Conf  |
| --------------------- | -- | -- | -- | ------- | ---- | ----- | ----- | ---- | ----- |
| Raptors de Toronto    | 48 | 34 | 82 | 58,50 % | -    | 26-15 | 22-19 | 11-5 | 32-20 |
| Nets de Brooklyn      | 44 | 38 | 82 | 53,70 % | 4,0  | 28-13 | 16-25 | 9-7  | 26-26 |
| Knicks de New York    | 37 | 45 | 82 | 45,10 % | 11,0 | 19-22 | 18-23 | 10-6 | 26-26 |
| Celtics de Boston     | 25 | 57 | 82 | 30,50 % | 23,0 | 16-25 | 9-32  | 5-11 | 21-31 |
| 76ers de Philadelphie | 19 | 63 | 82 | 23,20 % | 29,0 | 10-31 | 9-32  | 5-11 | 14-38 |

#### Conférence
| Conférence Est | Conférence Est            | Conférence Est | Conférence Est | Conférence Est | Conférence Est | Conférence Est | Conférence Est |
| No             | Franchise                 | Vic.           | Déf.           | MJ             | MR             | % V/D          | RV             |
| -------------- | ------------------------- | -------------- | -------------- | -------------- | -------------- | -------------- | -------------- |
| 1              | Pacers de l'Indiana       | 56             | 26             | 82             | 0              | 68,30 %        | -              |
| 2              | Heat de Miami             | 54             | 28             | 82             | 0              | 65,90 %        | 2,0            |
| 3              | Raptors de Toronto (a)    | 48             | 34             | 82             | 0              | 58,50 %        | 8,0            |
| 4              | Bulls de Chicago (a)      | 48             | 34             | 82             | 0              | 58,50 %        | 8,0            |
| 5              | Wizards de Washington (b) | 44             | 38             | 82             | 0              | 53,70 %        | 12,0           |
| 6              | Nets de Brooklyn (b)      | 44             | 38             | 82             | 0              | 53,70 %        | 12,0           |
| 7              | Bobcats de Charlotte      | 43             | 39             | 82             | 0              | 52,40 %        | 13,0           |
| 8              | Hawks d'Atlanta           | 38             | 44             | 82             | 0              | 46,30 %        | 18,0           |
|                |                           |                |                |                |                |                |                |
| 9              | Knicks de New York        | 37             | 45             | 82             | 0              | 45,10 %        | 19,0           |
| 10             | Cavaliers de Cleveland    | 33             | 49             | 82             | 0              | 40,20 %        | 23,0           |
| 11             | Pistons de Détroit        | 29             | 53             | 82             | 0              | 35,40 %        | 27,0           |
| 12             | Celtics de Boston         | 25             | 57             | 82             | 0              | 30,50 %        | 31,0           |
| 13             | Magic d'Orlando           | 23             | 59             | 82             | 0              | 28,00 %        | 33,0           |
| 14             | 76ers de Philadelphie     | 19             | 63             | 82             | 0              | 23,20 %        | 37,0           |
| 15             | Bucks de Milwaukee        | 15             | 67             | 82             | 0              | 18,30 %        | 41,0           |

(a) Les Raptors de Toronto étant champion de division, ils se classent devant les Bulls de Chicago.
(b) Washington gagne la série 3 à 0.

## Statistiques par joueur
Le tableau ci-dessous résume les statistiques en match officiel des joueurs des Celtics de Boston durant la saison régulière de la saison 2013-2014 :
| Joueur          | Joueur | Totaux | Totaux | Totaux | Totaux | Totaux | Totaux | Totaux | Totaux | Totaux | Totaux | Totaux | Totaux | Totaux | Totaux | Totaux | Totaux | Pourcentage aux tirs | Pourcentage aux tirs | Pourcentage aux tirs | Par match joué | Par match joué | Par match joué | Par match joué |
| Nom             | Âge    | MJ     | Mins   | FG     | FGT    | 3P     | 3PT    | LFR    | LFT    | RO     | TRB    | PD     | INT    | CON    | TUR    | PF     | PTS    | FG%                  | 3P%                  | LF%                  | MJM            | PPM            | RPM            | PDPM           |
| --------------- | ------ | ------ | ------ | ------ | ------ | ------ | ------ | ------ | ------ | ------ | ------ | ------ | ------ | ------ | ------ | ------ | ------ | -------------------- | -------------------- | -------------------- | -------------- | -------------- | -------------- | -------------- |
| Jeff Green      | 27     | 82     | 2805   | 482    | 1171   | 135    | 396    | 283    | 356    | 54     | 380    | 138    | 57     | 47     | 165    | 180    | 1382   | 41,2                 | 34,1                 | 79,5                 | 34,2           | 16,9           | 4,6            | 1,7            |
| Brandon Bass    | 28     | 82     | 2266   | 352    | 725    | 2      | 6      | 205    | 239    | 161    | 470    | 87     | 36     | 71     | 102    | 190    | 911    | 48,6                 | 33,3                 | 85,8                 | 27,6           | 11,1           | 5,7            | 1,1            |
| Jared Sullinger | 21     | 74     | 2041   | 384    | 899    | 56     | 208    | 158    | 203    | 241    | 601    | 118    | 35     | 49     | 119    | 251    | 982    | 42,7                 | 26,9                 | 77,8                 | 27,6           | 13,3           | 8,1            | 1,6            |
| Avery Bradley   | 23     | 60     | 1855   | 361    | 825    | 79     | 200    | 90     | 112    | 48     | 226    | 85     | 63     | 11     | 96     | 145    | 891    | 43,8                 | 39,5                 | 80,4                 | 30,9           | 14,9           | 3,8            | 1,4            |
| Gerald Wallace  | 31     | 58     | 1416   | 116    | 230    | 19     | 64     | 47     | 101    | 36     | 212    | 143    | 73     | 14     | 97     | 79     | 298    | 50,4                 | 29,7                 | 46,5                 | 24,4           | 5,1            | 3,7            | 2,5            |
| Kelly Olynyk    | 22     | 70     | 1400   | 234    | 502    | 40     | 114    | 99     | 122    | 140    | 365    | 109    | 35     | 27     | 106    | 227    | 607    | 46,6                 | 35,1                 | 81,1                 | 20,0           | 8,7            | 5,2            | 1,6            |
| Kris Humphries  | 28     | 69     | 1376   | 231    | 461    | 0      | 2      | 117    | 144    | 127    | 409    | 67     | 31     | 61     | 64     | 136    | 579    | 50,1                 | 0                    | 81,3                 | 19,9           | 8,4            | 5,9            | 1,0            |
| Jordan Crawford | 25     | 39     | 1198   | 188    | 455    | 50     | 157    | 110    | 126    | 18     | 120    | 224    | 34     | 3      | 84     | 76     | 536    | 41,3                 | 31,8                 | 87,3                 | 30,7           | 13,7           | 3,1            | 5,7            |
| Phil Pressey    | 22     | 75     | 1132   | 78     | 253    | 28     | 106    | 29     | 45     | 20     | 105    | 241    | 68     | 5      | 87     | 97     | 213    | 30,8                 | 26,4                 | 64,4                 | 15,1           | 2,8            | 1,4            | 3,2            |
| Jerryd Bayless  | 25     | 41     | 1036   | 158    | 378    | 51     | 129    | 49     | 61     | 14     | 86     | 128    | 40     | 4      | 60     | 89     | 416    | 41,8                 | 39,5                 | 80,3                 | 25,3           | 10,1           | 2,1            | 3,1            |
| Rajon Rondo     | 27     | 30     | 998    | 141    | 350    | 26     | 90     | 42     | 67     | 22     | 164    | 294    | 40     | 2      | 99     | 65     | 350    | 40,3                 | 28,9                 | 62,7                 | 33,3           | 11,7           | 5,5            | 9,8            |
| Chris Johnson   | 23     | 40     | 789    | 85     | 214    | 43     | 127    | 37     | 43     | 31     | 97     | 31     | 27     | 4      | 22     | 63     | 250    | 39,7                 | 33,9                 | 86,0                 | 19,7           | 6,3            | 2,4            | 0,8            |
| Courtney Lee    | 28     | 30     | 504    | 90     | 183    | 23     | 52     | 18     | 22     | 8      | 49     | 32     | 20     | 9      | 25     | 37     | 221    | 49,2                 | 44,2                 | 81,8                 | 16,8           | 7,4            | 1,6            | 1,1            |
| Vítor Faverani  | 25     | 37     | 488    | 64     | 147    | 12     | 40     | 24     | 37     | 42     | 128    | 16     | 14     | 27     | 41     | 74     | 164    | 43,5                 | 30,0                 | 64,9                 | 13,2           | 4,4            | 3,5            | 0,4            |
| Joel Anthony    | 31     | 21     | 149    | 10     | 26     | 0      | 0      | 2      | 6      | 13     | 31     | 2      | 3      | 8      | 2      | 13     | 22     | 38,5                 | 0                    | 33,3                 | 7,1            | 1,0            | 1,5            | 0,1            |
| Chris Babb      | 23     | 14     | 132    | 8      | 30     | 6      | 27     | 0      | 0      | 4      | 17     | 3      | 6      | 0      | 3      | 13     | 22     | 26,7                 | 22,2                 | 0                    | 9,4            | 1,6            | 1,2            | 0,2            |
| MarShon Brooks  | 25     | 10     | 73     | 9      | 24     | 2      | 4      | 11     | 14     | 1      | 19     | 4      | 1      | 1      | 7      | 5      | 31     | 37,5                 | 50,0                 | 78,6                 | 7,3            | 3,1            | 1,9            | 0,4            |
| Keith Bogans    | 33     | 6      | 55     | 3      | 6      | 3      | 6      | 3      | 3      | 0      | 3      | 3      | 1      | 0      | 1      | 2      | 12     | 50,0                 | 50,0                 | 1,0                  | 9,2            | 2,0            | 0,5            | 0,5            |
| Vander Blue     | 21     | 3      | 15     | 2      | 4      | 0      | 1      | 1      | 5      | 0      | 3      | 1      | 0      | 0      | 2      | 1      | 5      | 50,0                 | 0                    | 20,0                 | 5,0            | 1,7            | 1,0            | 0,3            |

## Récompenses
- Kelly Olynyk est choisi dans la deuxième équipe de la NBA All-Rookie Team à la fin de la saison[6].
- Jordan Crawford est nommé joueur de la semaine de la Conférence Est du 2 au 8 décembre[7].
- Jared Sullinger est nommé joueur de la semaine de la Conférence Est du 3 au 9 février[8].

## Transactions
| Arrivées    | Arrivées       | Départs     | Départs           |
| Type        | Joueur         | Type        | Joueur            |
| ----------- | -------------- | ----------- | ----------------- |
| Draft       | Kelly Olynyk   | Agent libre | Chris Wilcox      |
| Agent libre | Vítor Faverani | Transfert   | Kevin Garnett     |
| Agent libre | Phil Pressey   | Transfert   | Fab Melo          |
| Transfert   | Keith Bogans   | Transfert   | Paul Pierce       |
| Transfert   | MarShon Brooks | Transfert   | Jason Terry       |
| Transfert   | Donté Greene   | Transfert   | D. J. White       |
| Transfert   | Kris Joseph    | Coupé       | Kris Joseph       |
| Transfert   | Kris Humphries | Coupé       | Shavlik Randolph  |
| Transfert   | Gerald Wallace | Coupé       | Terrence Williams |
|             |                | Coupé       | Donté Greene      |

### Transferts
Un des transferts les plus médiatiques de ces dernières années est annoncé le 28 juin 2013 mais ne sera officialisé qu'en juillet à la fin du moratoire des transferts. Les Celtics après avoir vu partir Doc Rivers, laissent partir le duo emblématique des Celtics Kevin Garnett et Paul Pierce avec Jason Terry qui les accompagne vers les Nets de Brooklyn.
| 3 juin 2013     | Vers Celtics de BostonChoix de premier tour de la Draft 2015                                                                                                | Vers Clippers de Los Angeles Droit d'embaucher Doc Rivers comme entraîneur                           | Vers Clippers de Los Angeles Droit d'embaucher Doc Rivers comme entraîneur                               |
| 27 juin 2013    | Vers Celtics de BostonKelly Olynyk | Vers Mavericks de DallasLucas Nogueira, deux futurs choix de draft au second tour                    | Vers Mavericks de DallasLucas Nogueira, deux futurs choix de draft au second tour                        |
| 12 juillet 2013 | Vers Celtics de BostonKeith Bogans, MarShon Brooks, Kris Joseph, Kris Humphries, Gerald Wallace, trois choix de draft au premier tour en 2014, 2016 et 2018 | Vers Nets de BrooklynKevin Garnett, Paul Pierce, Jason Terry, D. J. White                            | Vers Nets de BrooklynKevin Garnett, Paul Pierce, Jason Terry, D. J. White                                |
| 15 août 2013    | Vers Celtics de BostonDonté Greene | Vers Grizzlies de MemphisFab Melo, compensation monétaire                                            | Vers Grizzlies de MemphisFab Melo, compensation monétaire                                                |
| 7 janvier 2014  | Vers Celtics de BostonJerryd Bayless, Ryan Gomes | Vers Grizzlies de MemphisCourtney Lee, choix de draft au second tour en 2016, compensation monétaire | Vers Thunder d'Oklahoma Citychoix de draft au second tour en 2014, choix de draft au second tour en 2017 |
| 15 janvier 2014 | Vers Celtics de BostonJoel Anthony, choix de draft au second tour en 2016, choix de draft au premier tour                                                   | Vers Heat de MiamiToney Douglas                                                                      | Vers Warriors de Golden StateJordan Crawford, MarShon Brooks                                             |